# ناوشکن کلاس دراگ
دیسترویر کلاس دراگ (به انگلیسی: Draug-class destroyer) یک کلاس از کشتی است که طول آن ۶۹٫۲۰ متر (۲۲۷٫۰۳ فوت) می‌باشد.